# چو تسوگوتسورا
چو تسوگوتسورا (به ژاپنی: 長 続連 Chō Tsugutsura)، یک سامورایی ژاپنی و فرمانده دوره سنگوکو بود که به عنوان یک رعیت ارشد به خاندان هاتاکه‌یاما در ولایت نوتو خدمت کرد.